# Nazisploitation

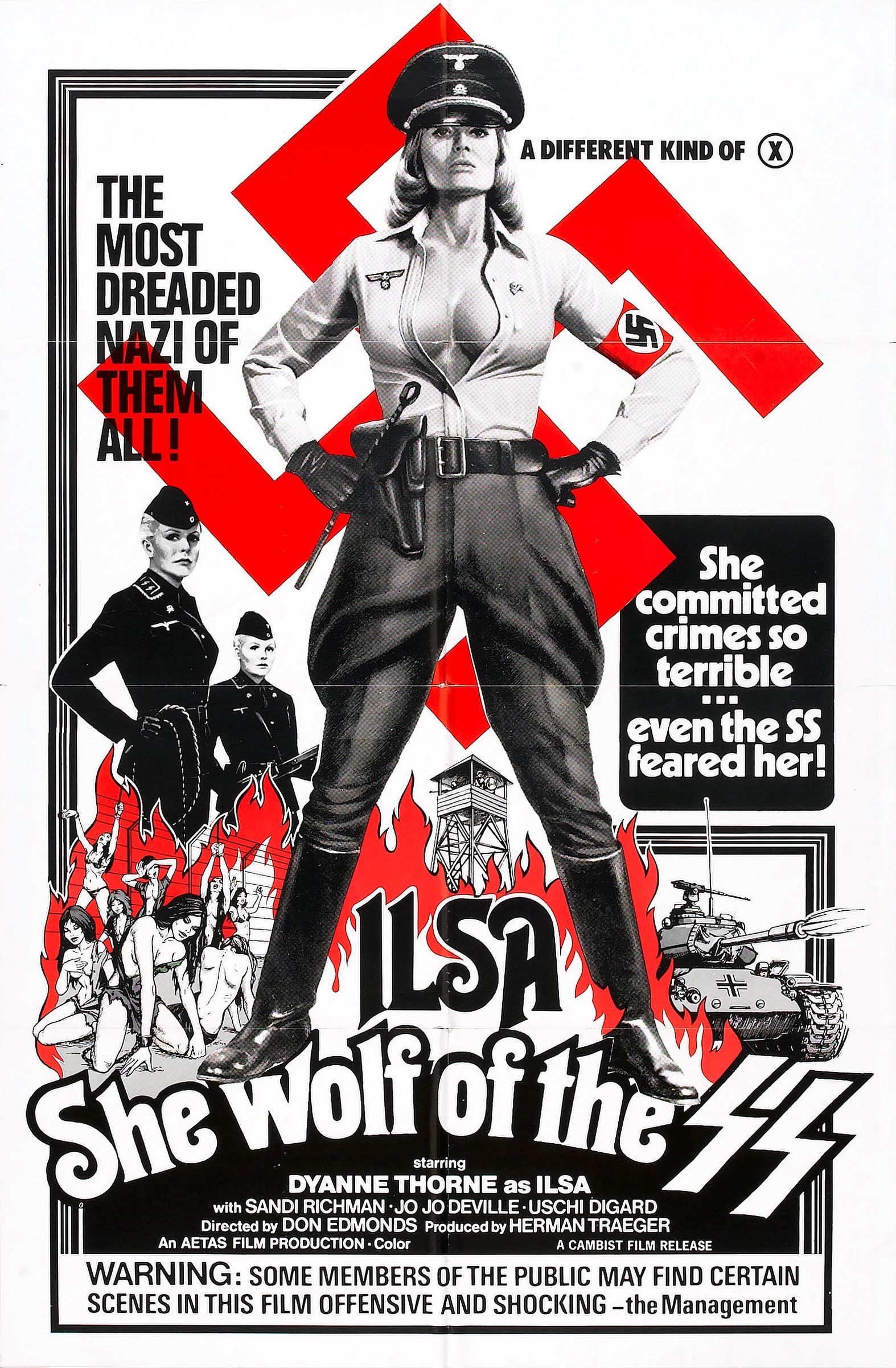
Affiche originale de Ilsa, la louve des SS.

La nazisploitation ou nazi porn est un type de film d'exploitation et de sexploitation incluant des nazis commettant des actes de nature sexuelle, souvent dans des camps de concentration. La majorité de ces films met en scène des femmes en prison ou des maisons closes nazies, avec des traits sadiques et/ou gore.

## Un genre développé dans les années 1970
Selon Fabrice d'Almeida, le film initiateur du genre serait Ilsa, la louve des SS de Don Edmonds (de) (1975). Des producteurs européens, majoritairement d'Italie, ont ensuite produit une douzaine de films similaires, dont en particulier : SS experiment camp (Sergio Garrone, 1976), L'ultima orgia del III Reich (alias Last Orgy of the Third Reich, Cesare Canevari, 1977), La Bestia in Calore (alias The Beast in Heat et SS Hell Camp, Luigi Batzella, 1977), Hôtel du plaisir pour SS (Bruno Mattei, 1977), Train spécial pour SS (alias Hitler's Lust Train, Love Train for The SS, Alain Payet, 1977) et enfin Salon Kitty de Tinto Brass (1976). Des films, comme ceux de la série des Ilsa et Salon Kitty, ont été des succès commerciaux à leur échelle mais, la plupart des œuvres relevant de cette veine étaient des séries B ou Z ; le genre s'est éteint au milieu des années 1980.
Pour Fabrice d'Almeida, « tant de films […] ont montré la perversion du nazisme à travers la vie sexuelle et le dévoiement de l'intimité qu'une image erronée du régime s'est forgée […] Au terme de cette vision, le nazisme serait un régime dans lequel les relations sexuelles étaient débridées, générales, obsessionnelles, avec une dimension sado-masochiste. »
Quentin Tarantino évoque le genre dans le cadre de son projet Grindhouse (2007), en produisant la bande-annonce d'un film fictif, Werewolf Women of the SS, réalisé par Rob Zombie, mélange improbable de nazisploitation et de film de loups garous, avec par ailleurs Nicolas Cage incarnant le docteur Fu Manchu.

## Pornographie nazie
Certains films pour adultes ont également exploité les scénarios nazis pour y apporter un « plus » pornographique, comme Bordel SS (1978) de José Bénazéraf et Salon Kitty (1976) de Tinto Brass, ou sadomasochiste dans des films des années 1970 et 1980 ; ces exemples incluent Hot Nazis des Mitchell brothers (en), Nazi Love Island et Hitler's Harlot. L'un de ces derniers films est Stalag 69 (1982) avec Angelique Pettyjohn.

## Liste de films
- 1969 : Le Camp spécial N° 7 (Love Camp 7)
- 1974 : Ilsa, la louve des SS
- 1974 : Portier de nuit
- 1975 : Black Gestapo
- 1976 : Salò ou les 120 Journées de Sodome
- 1976 : Des filles pour le bourreau ou La Dernière Orgie du IIIe Reich|La Dernière Orgie du IIIe Reich
- 1976 : Les Déportées de la section spéciale SS
- 1976 : Salon Kitty
- 1976 : Horreurs nazies, le camp des filles perdues
- 1977 : Holocauste nazi (Armes secrètes du IIIe Reich)
- 1977 : Elsa Fräulein SS
- 1977 : Le lunghe notti della Gestapo (Les Nuits rouges de la Gestapo)
- 1977 : Train spécial pour Hitler
- 1977 : Hôtel du plaisir pour SS
- 1977 : KZ9 lager di sterminio
- 1978 : Nathalie dans l'enfer nazi
- 1979 : Les Gardiennes du pénitencier